# Andrei Gennadjewitsch Kirilenko
Andrei Gennadjewitsch Kirilenko (russisch Андре́й Генна́дьевич Кириле́нко; * 18. Februar 1981 in Ischewsk, Russische SFSR) ist ein ehemaliger russischer Basketballspieler, der zwischen 2001 und 2011 in der nordamerikanischen Profiliga NBA für die Utah Jazz aktiv war. Nach einem kurzen Gastspiel beim ZSKA Moskau kehrte er 2012 in die NBA zurück, wo er bis 2015 spielte. Kirilenko, der auch AK-47 genannt wird, ist 2,06 Meter groß und kam auf beiden Forward-Positionen zum Einsatz.
Während seiner aktiven Zeit wurde Kirilenko unter anderem einmal zum NBA All-Star und dreimal in das All-Defensive-Team gewählt. Zudem führte er 2005 die Liga im Shotblocking an. Mit der russischen Nationalmannschaft konnte er die Europameisterschaft 2007 gewinnen und wurde zusätzlich zum wertvollsten Spieler (MVP) des Turniers gewählt.
Im Jahr 2011 erhielt Kirilenko auch die US-Staatsbürgerschaft. Nach dem Ende seiner Profikarriere wurde Kirilenko im August 2015 zum Präsidenten des russischen Basketballverbandes ernannt.

## Spielweise
Kirilenko war bekannt für seine enorme Vielseitigkeit sowie für seine defensiven Qualitäten. So war er der erste Spieler, der in derselben NBA-Saison sowohl bei geblockten Würfen als auch bei Ballgewinnen (Steals) unter den vier Spielern mit dem besten Schnitt war. Außerdem erzielte er am 3. Januar 2006 gegen die Los Angeles Lakers als erster Spieler seit Beginn der Zählung von Blocks und Steals (1973) innerhalb der regulären Spielzeit eines NBA-Spiels in allen fünf positiven Statistiken (Punkte, Rebounds, Blocks, Steals, Assists) mindestens eine Anzahl von 6. Auch zählte er zu den besten Shotblockern der Liga und wurde mehrfach ins NBA All-Defensive Team gewählt. Allerdings galt er als recht verletzungsanfällig.

## Karriere

### Vereinskarriere

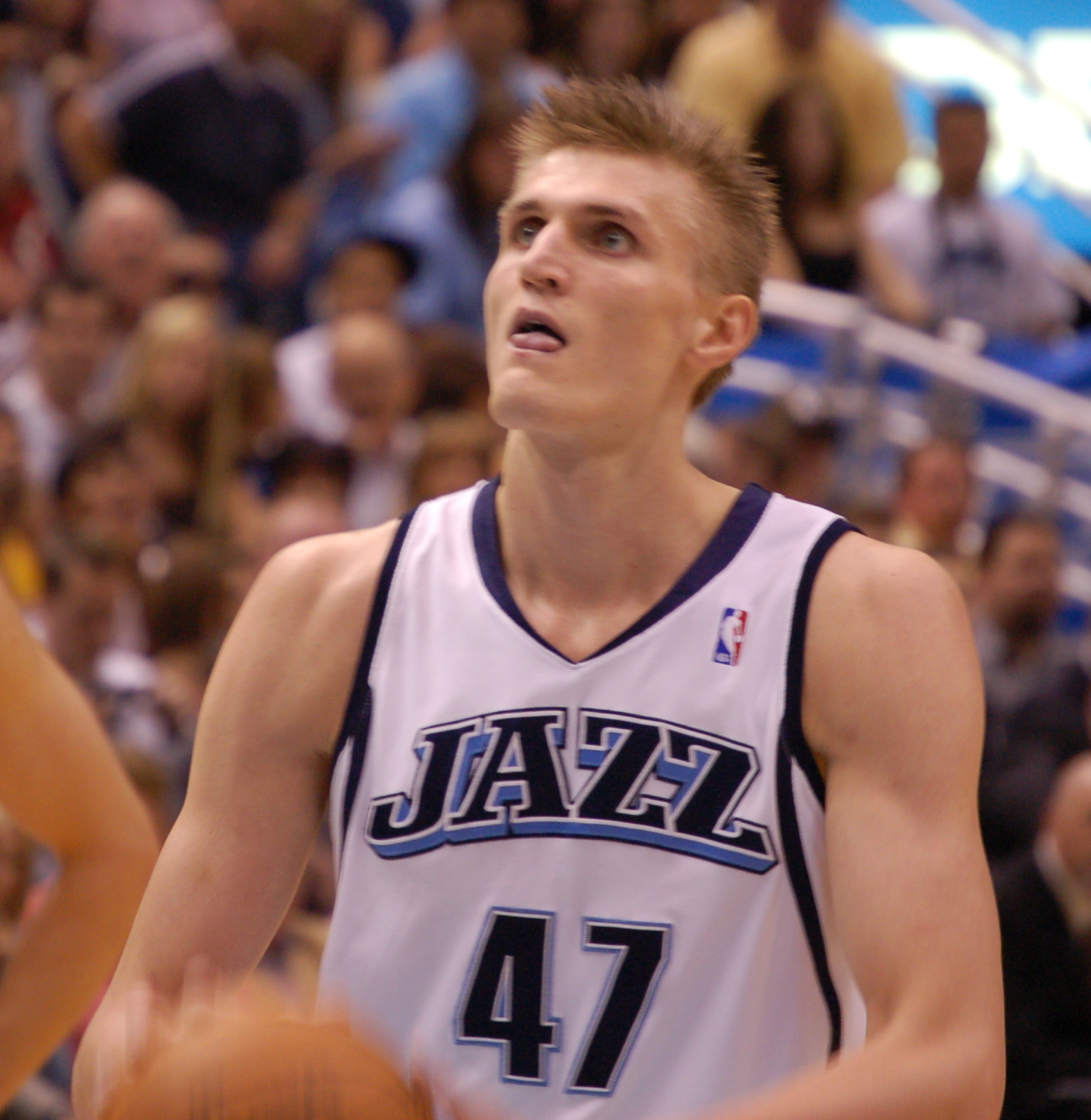
Kirilenko bei den Jazz (2008)

Kirilenko begann seine Profikarriere bereits mit 15 Jahren und ist bis heute der jüngste Spieler, der je in der Superleague Russland spielte. Mit 18 Jahren wurde er als jüngster Europäer überhaupt von einem NBA-Verein im Draft ausgewählt, spielte aber noch bis 2001 beim russischen Serienmeister ZSKA Moskau. Im Jahr 2002 wurde er nach seinem ersten Profijahr in der NBA in das NBA All-Rookie First Team berufen.
Nach dem Abgang der Basketball-Legenden Karl Malone und John Stockton aus Utah 2003 wurde er, trotz seines relativ geringen Alters, ein Führungsspieler bei den Jazz. Seine Qualitäten zeigte er bereits in der darauffolgenden Saison, als er Vierter bei der Wahl zum meistverbesserten Spieler wurde und ins NBA All-Star Game berufen wurde. 2006/07 hatten die Jazz eine Mannschaft mit weiteren Leistungsträgern wie Carlos Boozer, Deron Williams oder Mehmet Okur aufgebaut, die Kirilenko in der Führungsarbeit entlasten konnten, wodurch er mit Utah die Conference Finals erreichte. Kirilenkos Rolle wandelte sich in den daraufkommenden Jahren: Er startete überwiegend von der Bank und übernahm die Rolle des Edelverteidigers bei den Jazz.
Im Jahre 2011 kam es in der NBA zum Lockout und Kirilenkos Vertrag bei den Utah Jazz war ausgelaufen. Er unterschrieb daraufhin einen Vertrag bei ZSKA Moskau in seiner Heimat Russland. Der Dreijahresvertrag beinhaltete eine Ausstiegsklausel im Falle einer Beendigung des Lockouts in der NBA, die Kirilenko jedoch vorerst nicht wahrnahm. Am Ende der Saison 2011/12 wurde er zum wertvollsten Spieler („Most Valuable Player“) und besten Verteidiger der Euroleague sowie ins All-Euroleague First Team gewählt.
Im Sommer 2012 kehrte Kirilenko wieder in die NBA zurück. Er unterschrieb einen Zweijahresvertrag bei den Minnesota Timberwolves.
Im Sommer 2013 entschied sich Kirilenko eine Vertragsoption für ein weiteres Jahr nicht zu ziehen und verzichtete somit auf 10 Millionen US-Dollar. Somit war er erneut vertragslos. Am 12. Juli 2013 unterschrieb er einen Zweijahresvertrag bei den Brooklyn Nets. In seinem zweiten Jahr bei den Nets fiel Kirilenko aus der Rotation von Headcoach Lionel Hollins und wurde nicht mehr berücksichtigt. Mitte Dezember 2014 tradeten die Nets Kirilenko zusammen mit Jorge Gutiérrez zu den Philadelphia 76ers. Im Gegenzug wechselte Forward Brandon Davies nach Brooklyn. Kirilenko absolvierte jedoch kein Spiel für die 76ers.

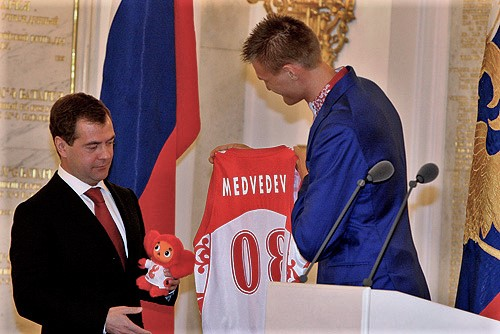
Kirilenko mit dem russischen Präsidenten Dmitri Medwedew (2008)

Nach dem Kirilenko von den Philadelphia 76ers auf die Waivers-Liste gesetzt wurde, teilte er mit, seine aktive Karriere in der NBA zu beenden, und sich zum dritten Mal dem russischen Serienmeister ZSKA Moskau anzuschließen. Mit Moskau gewann er den russischen Meistertitel. Im Anschluss darauf verkündete Kirilenko im Alter von 34 Jahren seinen Rücktritt vom professionellen Sport.

### Nationalmannschaft
Kirilenko zeigte sein Talent bereits in verschiedenen russischen Jugend-Auswahlmannschaften. Sein erstes großes Turnier in der A-Nationalmannschaft waren die Olympischen Spiele 2000, als die russische Mannschaft den achten Platz belegte. Bei der WM 2002, die Russland auf Platz 10 abschloss, konnte er aufgrund einer Verletzung nur drei Spiele bestreiten.
Außerdem nahm er mit der russischen Mannschaft an den Europameisterschaften 2001, 2003 und 2005 teil, schied jedoch trotz persönlich guter Leistungen jeweils im Viertelfinale aus. 2003 wurde er in die Auswahlmannschaft der besten Spieler des Turniers gewählt. Nachdem sich Russland nicht für die WM 2006 hatte qualifizieren können, gelang bei der EM 2007 dann der große Erfolg, als die Mannschaft im Finale überraschend den Topfavoriten Spanien besiegte und Kirilenko zum MVP des Turniers gewählt wurde. Vor allem aufgrund dieser Leistung wurde ihm auch der FIBA Europe Player Of The Year Award 2007 verliehen. Kirilenko gehört dem russischen Olympiakader für die Spiele in Peking an und wurde als dessen Flaggenträger bestimmt. Nach einer mehrjährigen Nationalmannschafts-Pause gewann er mit Russland bei der Europameisterschaft 2011 die Bronzemedaille und wurde ins All-Tournament Team, die Auswahlmannschaft der fünf besten Spieler des Turniers, gewählt. Bei den Olympischen Spielen 2012 gewann Kirilenko mit Russland die Bronzemedaille.

## Sonstiges
- Kirilenko ist mit Masha Kirilenko, einer russischen Popsängerin verheiratet und hat mit ihr drei Söhne und eine Tochter. Sein Vater Andrei Lopatow war ebenfalls Basketballnationalspieler.
- Seinen Spitznamen AK-47 erhielt Kirilenko mit Beginn seiner NBA-Karriere. Er beruht zum einen darauf, dass das gleichnamige Gewehr in Kirilenkos Geburtsstadt hergestellt wird, zum anderen auf seinen Initialen. Kirilenko trägt daher auch die Rückennummer 47.

## Erfolge und Auszeichnungen

### NBA
- NBA All-Rookie First Team: 2002
- NBA All-Star: 2004
- NBA All-Defensive First Team: 2006
  - NBA All-Defensive Second Team: 2004, 2005
- Meiste Blocks pro Spiel: 2005

### Ausland
- Russischer Meister (3): 1999, 2000, 2012
- MVP der russischen Superliga: 2000
- Spieler des Jahres der FIBA Europe: 2007, 2012
- MVP der Euroleague: 2012
- All-Euroleague First-Team: 2012
- Bester Verteidiger der EuroLeague: 2012
- MVP der VTB United League MVP: 2012
- MVP der VTB United League Final Four: 2012
- Sieger VTB United League: 2012, 2015

### Nationalmannschaft
- Europameister 2007
- MVP der Europameisterschaft 2007
- Bronze Europameisterschaft 2011
- Bronze Olympische Spiele 2012